# Catagoniopsis berteroana
Catagoniopsis berteroana là một loài Rêu trong họ Brachytheciaceae. Loài này được (Mont.) Broth. mô tả khoa học đầu tiên năm 1909.